# Szexmunka
A szexmunka kényszer nélkül nyújtott szexuális szolgáltatás két, az aktushoz beleegyezését adó felnőtt között, pénz vagy egyéb javak ellenében. 

## Megnevezés
Sokszor azok a szavak, amelyekkel a szexmunkásokat illetik a velük kapcsolatos előítéleteikről és diszkriminációról árulkodnak.
Az angol nyelvben használt – eredetileg latin eredetű – „prostitute” (prostituált) szó „kiszolgáltatottat”, illetve „nem megbecsült”-et jelent.
Néhány szexmunkás kísérletet tett a szavak új, pozitív jelentéssel való felruházására. Mások szerint ezek a szavak további gyűlöletet és előítéletet keltenek a szexmunkásokkal szemben.

### A „szexmunkás” kifejezés
- Ehhez a kifejezéshez nem társul negatív morális megítélés, történelmileg nem megbélyegző.
- Nem szociális problémaként vagy bűnelkövetőkként utal a szexmunkásokra.
- A kifejezés bármilyen etnikumhoz és nemhez tartozó személyt jelölhet.
- A kifejezés a szexmunkát pénzkereső tevékenységként jelöli meg.
- A szexuális jellegű munkák széles körét lefedi.
- Azáltal, hogy a szexmunkát munkaként ismeri el, a szexmunkásoknak több eszközük van arra, hogy jobb, biztonságosabb és elfogadhatóbb munkakörülményekért küzdjenek.
- Ezt a kifejezést már számos kormány, emberi jogi szervezet és szakszervezet használja, akárcsak az ENSZ.

## A szexmunkás fogalma
A szexmunkás egy olyan gyűjtőfogalom, amibe beletartozik mindenki, aki a szexiparban dolgozik. A szexmunkások többek között lehetnek prostituáltak, eszkort hölgyek (nem minden esetben, ugyanis az escortozás sokszor csak kísérést jelent), dominák, utcai szexmunkások, erotikus modellek, bordélyházak alkalmazottjai és pornófilm szereplők.
Vannak köztük, akik testi kontaktust is vállalnak, mások interneten vagy telefonon keresztül érintkeznek. A szexmunkás fogalom nem vonatkozik a futtatókra.
A szexmunkások között igen nagy a különbség, nincs két egyforma
- szexmunkás lehet bárki nemre való tekintet nélkül, valamint az ügyfeleik is bármely nemet képviselhetik
- bármely etnikumhoz vagy valláshoz tartozhatnak
- eltérő a vagyoni helyzetük és iskolázottságuk
- a szexuális üzletággal kapcsolatos tapasztalatok nagyon eltérőek
- a szexmunkások tapasztalatait nagyban befolyásolja, hogy mennyiben rendelkeznek önállóan a saját életük és munkájuk felett.
- a szexmunkások különböző helyeken dolgozhatnak, például hotelekben, eszkortként, sztriptízbárban, a pornóiparban, stb.

## Milyen körülményektől függ a munkájuk?
- társadalmi előítélet,
- egymás közötti kapcsolat
- kapcsolat a családjukkal, barátokkal
- mennyire ura a saját helyzetének és munkakörülményit mennyire tudja önmaga befolyásolni
- a szexmunkát érintő szabályok, rendeletek, törvények (megengedő, vagy tiltó)
- az önkéntes egészségügyi ellátáshoz, valamint a biztonságos szexhez szükséges eszközökhöz való hozzáférés
- a biztonságos munkakörülmények megléte
- van-e rendőri védelem a visszaélések ellen.
- egyéb munkakörülmények (pl. van-e futtató)

## Miért kell foglalkozni a szexmunkások jogaival?
Magyarországon a szexmunkásuk diszkriminációval és megbélyegzéssel szembesülnek, valamint sokszor visszaélnek emberi jogaikkal.
Az alábbi példákat tudjuk felhozni:
- A jogaik tiszteletben tartása biztosítja a szexmunkások számára, hogy összegyűljenek, kitörjenek az elszigeteltségből, és megosszák tudásukat, tapasztalatukat másokkal, és egymással.
- Hallathatják hangjukat a törvényhozásban, rendeletalkotásban, valamint azokban a tervekben, amelyek őket érintik.
- A párbeszéd segíti a szövetségesek keresését, és támogatja a szexmunkásokat az emberi és munka jogaik védelmében.

## A szexmunka szabályozásai

### Kriminalizáció
A kriminalizáció a szexmunkát alapvetően véteknek tarja és lealacsonyítja. A szexuális szolgáltatások nyújtását-igénybevételét törvény általi büntetéssel kívánja „szabályozni”, szankcionálni. Amennyiben a jog a szexmunkásokat vagy klienseiket minden esetben, generális jelleggel üldözné – ezáltal lemondana a szexmunka ellenőrzésének lehetőségéről -, a szexmunkások illegalitásba kényszerülnek. Az illegalitás következményeként a kiszolgáltatottság, a nemzetközi emberkereskedelem, a hazai szexmunkások – amúgy sem csekély mértékű – migrációjának elburjánzásával kell szembesülnünk. A kriminalizáció, jogfosztott, ezáltal kiszolgáltatott helyzetbe taszítja a szexmunkásokat.
A szexmunka kriminalizálása, az emberkereskedelmet segítő, a szexmunkások kiszolgáltatottságát fokozó, integrációellenes törekvésnek bizonyult!

### Legalizáció
A kormány törvényi szabályozás alá vonja a szexmunkát ez által kontrollálja is azt. Ennek köszönhetően a szexmunkások bizonyos körülmények között, és a szabályok betartása mellett törvényes keretek között végezhetik a munkájukat.
Példák erre a szabályozásra:
- türelmi zónák kijelölése
- a szex munkások adózása
- kötelező egészségügyi szűrések
A rendszer lényege, hogy a szexmunkások megszólíthatókká, megsegíthetőkké váljanak. Azok a szexmunkások, akik nem vállalják a rájuk vonatkozó törvényi kötelezettségeket, továbbra is büntethetőek maradnak. Ezáltal létezik egy illegális és egy legális szektor is.

### Abolíció
Az abolícionista mozgalom alapgondolata; mindenkinek veleszületett joga eldönteni azt, hogy a megélhetés mely útját választja, e tekintetben pedig közömbös, hogy a polgár a megélhetését éppen saját testének áruba bocsátásával biztosítja. A szex munkások abban az esetben, ha nem végeznek futtatási tevékenységet és nem bordélytulajdonosok, nem büntetendők. Az abolíció lényege a szexmunkások rehabilitációja. Az abolícionista szellemiséget megjelenítő New York-i Egyezmény – teljes joggal -, a prostituáltak kiszolgáltatottságát kihasználó, a prostituáltakat kizsákmányoló jelenségek ellen kíván fellépni.

### Dekriminalizácó
Ebben az esetben olyan állami rendeletek megszüntetését jelenti amelyek az egyéb munkaköröket és üzletágakat nem nyomják el, olyan mértékben mint a prostituáltakat. Jog arra, hogy elismerjék őket, munkajogi védelmet kapjanak, hivatalos szervezeteket alapítsanak, valamint ezekhez csatlakozzanak, munkavégzés céljából legálisan külföldre mehessenek. Ennek a végrehajtása arra irányul, hogy a szexmunkát végző felnőttkorúakat ne büntessék meg a tevékenységükért a büntetőjog alapján. Ez esetben az Állam a korábbi rendezetlen állapotok fenntartása, konzerválása helyett, szabályozni, kezelni kívánja a jelenséget.

## Fogalmak, amelyek a szexmunkával kapcsolatos egészségügyi és biztonsági kérdésekre vonatkoznak

### Ártalomcsökkentés
Olyan filozófia és megközelítésmód, amely alapvetően a drogok használatának megszüntetéséhez, csökkentéséhez kapcsolható. Ennek a megközelítésmódnak az elveit a szexmunka bizonyos területein is alkalmazzák. Inkább segítséget ajánl az egyéneknek és a közösségeknek a megelőzés és az ártalomcsökkentés érdekében ahelyett, hogy elítél vagy szemet huny a probléma felett, vagy egyenesen büntet. Ez a szexmunkát illetően az oktatást, a megelőzést, a gondoskodást, a biztonságos és egészséges munkakörülmények támogatását, a szexmunka dekriminalizációját, tehát egy alapvetően emberi jogi alapú megközelítésmódot jelent. A sikeres közbelépés eszközei: peer mentorok oktatása, a biztonságos gumihasználat bemutatása, biztonsági tanácsok a szexmunkások számára, óvszerek terjesztése, a megelőzés és gondoskodás hatékony együttműködésének a megteremtése, foglalkozás-egészségügyi tanácsok, jogsegélyszolgálat, önsegítő csoportok.

### Munkaügyi megközelítés
Ez a filozófia a munkavállalók jogain keresztül közelíti meg a szexmunkát. A munkavállalók jogait és biztonságát helyezi előtérbe. Ez a szexmunka dekriminalizálását, és a szexmunkások egységbe szervezését jelenti, ami által jobb munkakörülmények között dolgozhatnak. Miközben ez a megközelítésmód sokban hasonlít a fentebb leírt „ártalomcsökkentő” filozófiához (oktatás a biztonságos szexre, gumióvszer biztosítása stb.), a szexmunkához kapcsolódó problémákat a biztonságos munkahely aspektusából vizsgálja.

### Emberi jogi megközelítés
Az emberi jogok a mindenkit megillető alapvető jogokra és a szabadságra vonatkoznak. A polgári és politikai jogok (jog az élethez és a szabadsághoz, a szabad önkifejezés joga, a törvény előtti egyenlőség), a társadalmi, kulturális gazdasági jogok (a kultúrában való részvételhez, az élelemhez, a munkához és az oktatáshoz való jog) a legalapvetőbb emberi jogok. Az emberi jogokat az Emberi Jogok Nemzetközi Nyilatkozata és a nemzetközi emberi jogi törvények foglalják magukba. Az emberi jogi megközelítés a szexmunkával kapcsolatban a diszkrimináció és a visszaélések elleni védelmet helyezi a középpontba és a mindenkit megillető egyenlő bánásmódot szorgalmazza a létező és érvényben lévő emberi
jogi eszközök használatával.

## A szexmunkásokkal kapcsolatos tipikus félreértések és sztereotípiák
- A szexiparban részvevő nőkre és gyermekekre sokszor ugyanolyan módon utalnak, mintha nem lenne közöttük különbség. Csak ritkán esik arról szó, hogy férfiak is dolgoznak ezen a területen.
- A szexmunkásokat úgy mutatják be, mint akiknek nincsen önálló akaratuk, és nem gondolkodnak. Áldozatnak tüntetik fel őket, akik nem kaphatnak segítséget.
- A szexmunkát gyakran összekeverik a rabszolgasággal, vagy úgy utalnak rá, mint „szexuális rabszolgaság”. A szexmunkásokat általában úgy tüntetik fel, hogy „tőrbe lettek csalva”, „áldozatul estek”, „félre lettek vezetve”, és” kényszerítik őket” a szexmunkára.
- A szexmunkások nem tartoznak a civilizált világhoz és a társadalomba. A szexmunkásokra nem tekintenek úgy mint a társadalmi közösségek tagjaira, vagy polgárokra, szülőkre, szomszédokra, barátokra.
- A szexmunkásokat és a szexipart általában mint veszélyforrást festik le az állampolgárokra és a közösségekre nézve: „a társadalom rákfenéje”, „veszély a társadalomra nézve”, „halálos veszedelem”, „förtelmes bűn”…
- Nagy hangsúlyt fektetnek arra, hogy a szex munkával kapcsolatos nyomorúságot mutassák be.
- A szexmunkások és a szex ipar nevetség tárgyát képezik. Gúny tárgyát képezi, ha a szex munkások kinyilvánítják politikai vagy társadalommal kapcsolatos véleményüket.
- A szexmunkásokat dehumanizálják, az állatok és a szenny szintjére degradálva őket.

Teendők:
- Fel kell tárni a szexuális munka mindennapjaiban rejlő sokszínűséget és komplexitást.
- Dolgozó embernek, állampolgárnak, közösségi tagnak, valamint szakértőnek (a szexmunkában) kell kezelni a szexmunkásokat.
- A szexmunkához kötődő diszkriminációt, emberi jogi visszaéléseket és képmutatást fontos társadalmi és politikai problémaként kell kezelni.

## A szexmunkások emberi jogai
Közép-Kelet-Európa és Közép-Ázsia számos területén a szex munkások alapvető emberi jogait eltiporják. Többek között a szexmunkások jogát az erőszaktól mentes élethez, a diszkriminációmentes élethez, a testi sértetlenséghez, a munkához és a magánélethez.
Rendőri elnyomás és bebörtönzés
Azokban az országokban ahol a szexmunka büntetendő, tiltott vagy elnyomott a szexmunkásoknak rejtőzködve, titokban kell dolgozniuk, hogy elkerüljék a törvényi szankciókat. Az ebből fakadó elszigeteltség következtében a szexmunkások munkakörülményei még rosszabbak és sokkal kiszolgáltatottabbak az erőszaknak, továbbá sokkal nehezebb az egészségügyi és HIV a megelőző szolgáltatásokhoz hozzájutniuk. A rendőri razziák (pl.: emberkereskedelem ürügyén) azokon a helyeken, ahol a szexmunkások dolgoznak ürügyként szolgálnak a rendőri brutalitásra, a letartóztatásra és a bebörtönzésre. Közép-Kelet-Európa és Közép-Ázsia számos országában a szexmunkásokat arra kényszerítik, hogy takarítsák a rendőrőrsöt, pénzt fizessenek a rendőröknek, és gyakran még a gyermekük feletti felügyeleti jogot is megpróbálják elvenni. Becsmérlő, becsületsértő kifejezések folyamatosan fordulnak elő a razziák során.
A munkajogok figyelmen kívül hagyása. A tisztességes és igazságos munkakörülmények életeket menthetnek. Ott ahol ezek léteznek, a HIV vírussal megfertőződött szexmunkások aránya, nem haladja meg a lakosságban mért átlagot. Azonban azokban az országokban, ahol a szexmunkából erkölcsi kérdést csinál a kormány, vagy ahol a szexmunka alapvetően kizsákmányoló jellegű a szexmunkások nem kapnak támogatást annak érdekében, hogy biztonságosabb és egészségesebb munkakörülmények között tudjanak dolgozni. Ahol a rendőrség nem küzd a szexmunkások ellen, együttműködést tudnak kialakítani az őket érő inzultusok megfékezése, felderítése érdekében.